# Bandera de la Federación de las Indias Occidentales

Bandera de la Federación de las Indias Occidentales.

Enseña naval.

La bandera de la Federación de las Indias Occidentales se utilizó entre 1958 y 1962. Tenía cuatro franjas blancas estrechas igualmente espaciadas con un gran disco naranja/dorado sobre las dos líneas centrales en el centro de la bandera, ondulando horizontalmente a través de un campo azul que representaba el mar Caribe y el sol brillando sobre las olas. La bandera fue diseñada originalmente por Edna Manley. La bandera se muestra en proporción 1:2; las dos franjas blancas superiores reflejan las inferiores.
La descripción oficial dada en la Gaceta de las Indias Occidentales es "la bandera aprobada tiene fondo azul con cuatro barras onduladas horizontales blancas (el par de barras superior es paralelo y el par inferior también paralelo) y un sol naranja en el centro". "Azul", a menos que esté distinguido, generalmente significa el mismo tono que en el Pabellón Azul. Sin embargo, cualquiera que sea la resolución de establecimiento, se hicieron muchas copias que discrepaban de ella, ya que las variantes a menudo muestran un campo azul pálido o azul imperial.
La insignia naval (utilizada por los barcos de la guardia costera) era una insignia blanca británica con la bandera federal en el cantón.
Los días de ondear la bandera fueron los Días Conmemorativos, los días habituales de ondear la bandera británica, y los Días Federales, el 3 de enero, inicio de la Federación; 23 de febrero, Día de la Federación; y 22 de abril, Inauguración del Parlamento Federal. Los edificios con dos astas debían enarbolar la Union Jack y la bandera de la Federación en los Días Conmemorativos y en los Días Federales; la Union Jack en el personal a la izquierda cuando mira hacia el edificio. Los edificios con un solo personal debían enarbolar la Union Jack en los Días Conmemorativos y la bandera de la Federación en los Días Federales.

Imagen según el Centro de Archivos Federales de las Indias Occidentales de la Universidad de las Indias Occidentales.

Los videoclips de la bandera en los Juegos Olímpicos de Verano de 1960 parecen mostrar un disco rojo o bronce, un azul más claro y la bandera es simétrica en ambos ejes. La bandera de la Federación de las Indias Occidentales ondeó en el partido de prueba de cricket entre Australia y las Indias Occidentales celebrado en Barbados en 1999. A pesar de la disolución de la Federación en la década de 1960 y algunos países y territorios que no forman parte de la Federación, las naciones del Caribe compiten juntas como un equipo de cricket de las Indias Occidentales, pero bajo una bandera diferente.